# Rumanja vas
Rumanja vas is een plaats in Slovenië en maakt deel uit van de gemeente Straža in de NUTS-3-regio Jugovzhodna Slovenija. De plaats telde 261 inwoners op 1 januari 2020.